# Tatávín
Tatávín (berber: ⵜⵉⵟⵟⴰⵡⵉⵏ Tiṭṭawin; arab: تطاوين; nyugati nyelvekre átírva: Tataouine) város Tunézia délkeleti részén, az azonos nevű kormányzóság székhelye. Tunisztól kb. 530 km-re fekszik.

## Gazdaság

### Turizmus

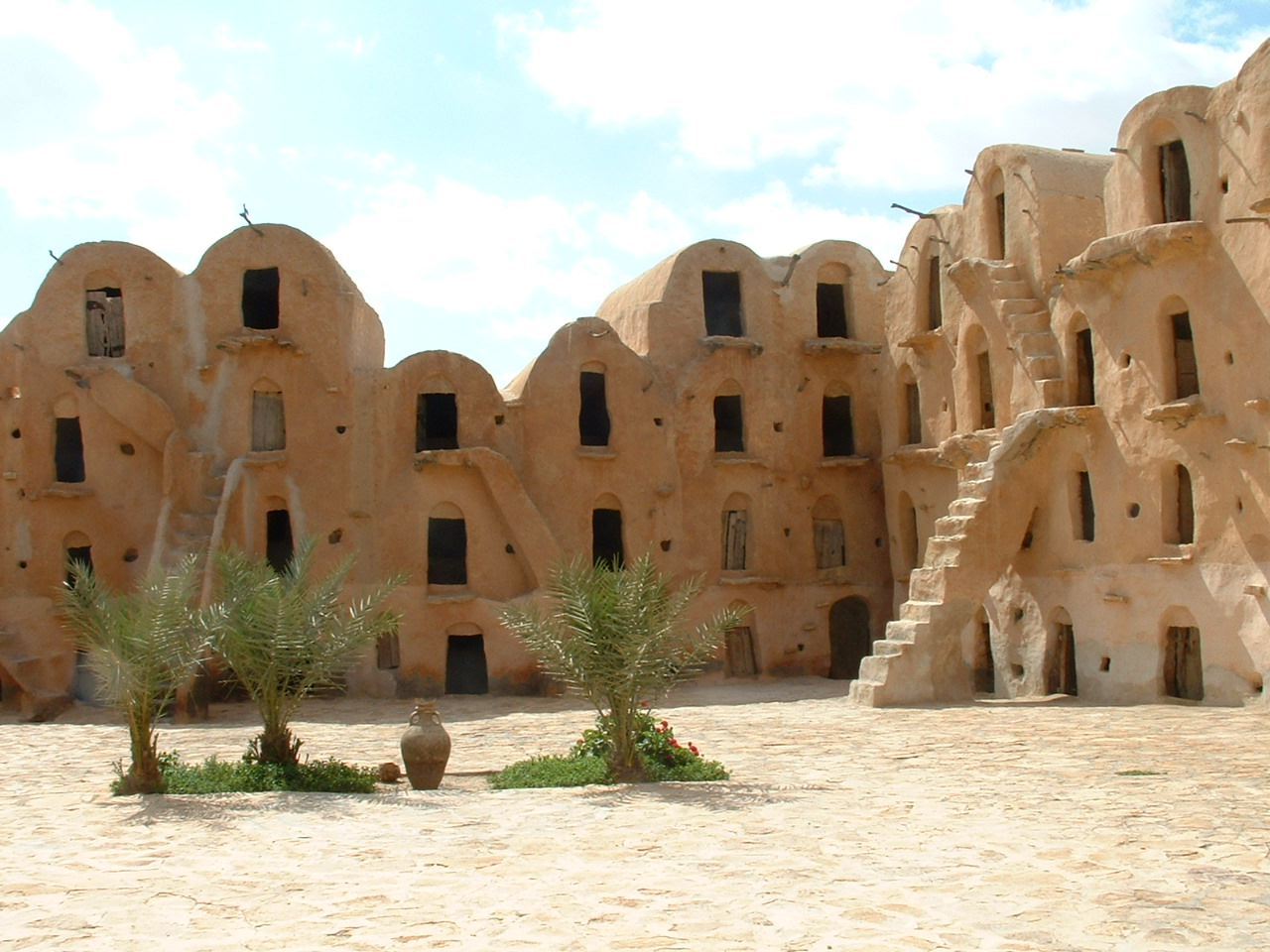
Ksar Ouled Soltane

Az ország déli kormányzóságának turisztikai központja. A nyüzsgő város mindenekelőtt az őt körülvevő kszar (hagyományos, berber erődített település) sokaságáról híres, amelyek a 15. vagy 16. századra nyúlnak vissza. A leghíresebbek: Ksar Ouled Soltane, Ksar Hadada és Ksar Ouled Debbab. 

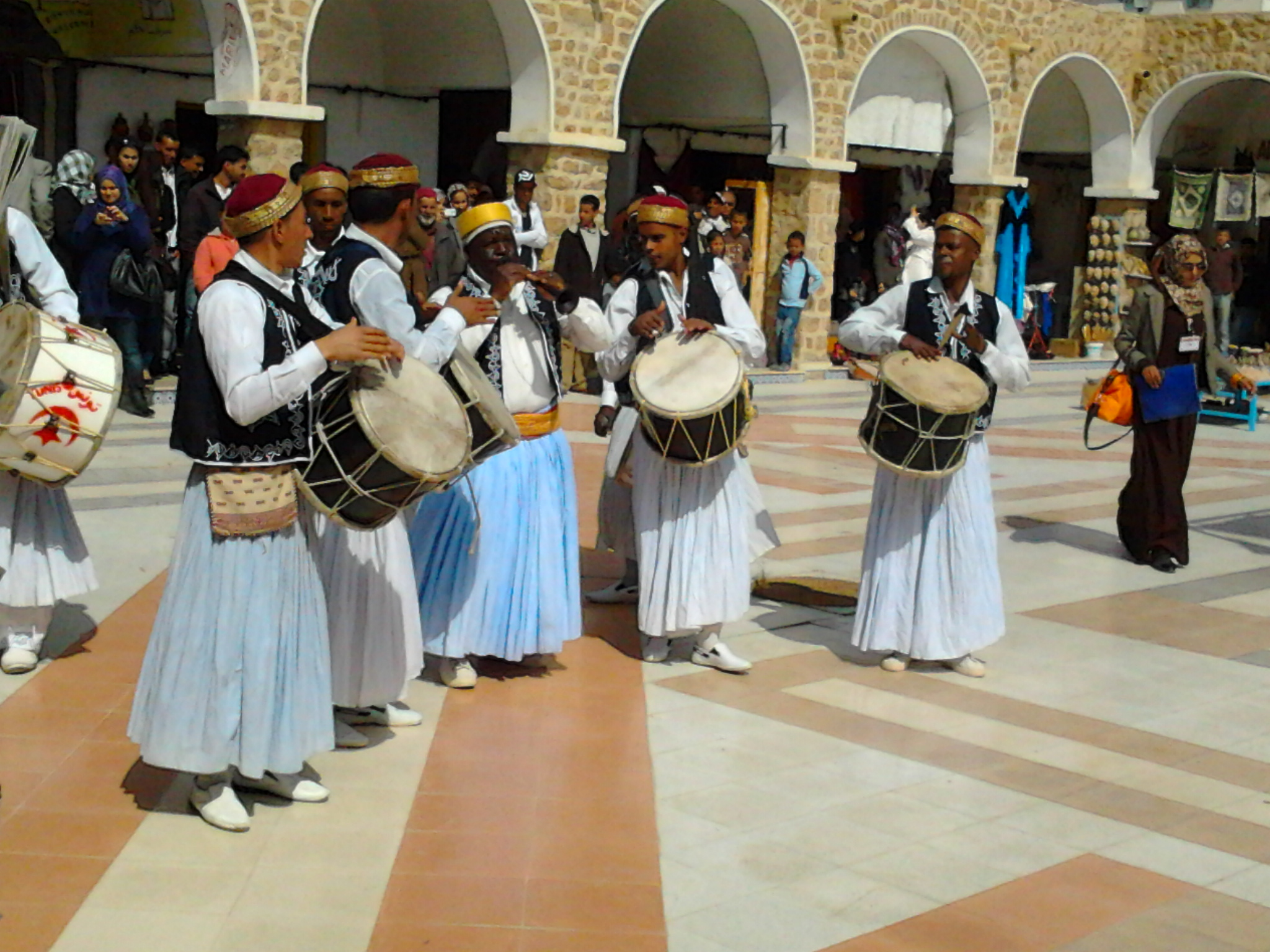
Dobosok a Szaharai Kszar Nemzetközi Fesztiválon

A kéthetente, hétfőn és csütörtökön tartandó szuk (souk) az ország egyik legfestőibb piaca.
A városban a 2010-es években három szálloda található: Dakyanus, Sangho Privilege Tataouine és Mabrouk, valamint legalább két panzió, a La Gazelle és a Résidence Hamza.
A Szaharai Kszar Nemzetközi Fesztivált, amelyet 1979- ben hoztak létre, minden év márciusában rendezik meg.

## Filmművészet
Tatávín George Lucas Csillagok háborúja című filmjének köszönhetően szerzett hírnevet, amelyet Tunézia különböző helyein forgattak, beleértve magát Tatávínt is.
A régió az X-akták – Szállj harcba a jövő ellen című filmben is megjelent. A filmben itt egy földönkívüli virológiai laboratórium kapott helyet.

## Fordítás
- Ez a szócikk részben vagy egészben  a   Tataouine című francia Wikipédia-szócikk fordításán alapul.  Az eredeti cikk szerkesztőit annak laptörténete sorolja fel. Ez a jelzés csupán a megfogalmazás eredetét és a szerzői jogokat jelzi, nem szolgál a cikkben szereplő információk forrásmegjelöléseként.